# Spelaeomysis bottazzii
Spelaeomysis bottazzii är en kräftdjursart som beskrevs av Caroli 1924. Spelaeomysis bottazzii ingår i släktet Spelaeomysis och familjen Lepidomysidae. Inga underarter finns listade i Catalogue of Life.